# Cantus-Theaterverlag
Der Cantus-Theaterverlag ist ein auf Bühnenwerke spezialisierter Fachverlag mit Sitz im hessischen Grasellenbach. Er wurde 2009 von Ines Erhard gegründet und publiziert Theatertexte und Musicals. Er vertritt zurzeit ca. 500 Musicals und Theaterstücke sowie ca. 100 Autoren im deutschsprachigen Raum.

## Stückentwicklung
CANTUS entwickelt neue Musicals und Theaterstücke unter anderem mit folgenden Autoren und Komponisten:
- „DRACULA – Das Grusical“, Autor/Komponist: Claus Martin
- „Becky Sharp – Aufstieg einer Mörderin“, Autor/Komponist: Claus Martin, nach dem Roman Vanity Fair von William Thackeray (Gewinner des deutschen Theaterpreis "amarena" 2010)
- Das magische Buch - Die Magie der wahren Freundschaft - Ein Kindermusical          Autor/Komponist: Michael Brill
- „Artifex Maximus“ und „Metropoly“, Autor/Komponist: Tobias Öller
- „Däumelina – Das Musical“, Autor: Katharina Köster, Komponist: Sami Hammi
- „Tod eines Regisseurs“, Autor: Günter Spörrle
- „Wie der Profit zum Berg kam“, Autorin: Linda Entz
- „Villa Schmetterling“, Autor: Hans Gmür
- „Apfelblüten“, Autor: Martin Umbach
- „Vampire küsst man nich – Das Musical“, Autorin: Mónica Simon, Komponist: Sami Hammi
- „2 Tage im Hinterhof – Das Supertramp Musical“, Autor: Manfred Horn, Komponist: Roger Hodgson
- „Hänsel und Gretel – Das Musical“, Autor/Komponist: Uwe Heynitz
- „Shakespeare – Neu Dichtungen“, Autor: Erich Furrer
- „Milchstraße N°2 – Das Schulmusical“, Autor/Komponist: Uwe Heynitz
- „Zartbitter“, Autor: Lars Lienen
- „Das Wunderwasser“, Autor: Kurt Franz
- „A Midsummer Night’s Dream“, Rock-Oper nach der Komödie „Sommernachtstraum“ von William Shakespeare, Autorin/Komponistin: Christian Cieslak
- „Das Gespenst von Canterville – Das Musical“, Autor: Matthias Lösch, Komponistin: Tina Ternes
- „Family Affairs – Das Musical“, Autor/Komponist: Niels Fölster
- „Räuber Reloaded – Modern Musical Drama“ nach Friedrich Schiller, Autorin: Sabine Scholz, Komponist: Bernd Kohn
- „Shakespeares Geist oder Alles Theater!“, Ein (psycho-)dramatisches Gedicht mit Musik, Autor/Komponist: Achim Amme